# Битва при Ролисе
В битве при Ролиcе 17 августа 1808 года англо-португальская армия под командованием сэра Артура Уэлсли нанесла поражение численно уступающей ей имперской французской дивизии под командованием дивизионного генерала Анри-Франсуа Делаборда недалеко от деревни Ролиса в Португалии. Французы отступили в боевом порядке. Это была первая битва Пиренейской войны, в которой участвовала британская армия.

## Предыстория
Через несколько месяцев после оккупации Португалии Наполеон начал завоевание Испании. Он встретил ожесточённое, но неорганизованное сопротивление. К концу июля испанцы сражались с французами десятки раз, победив или, по крайней мере, не проиграв, в семи из этих битв. Самая впечатляющая победа была одержана на юге Испании 23 июля 1808 года, когда при Бейлене генерал Кастаньос окружил и заставил сдаться 18 тыс. французов под командованием генерала Дюпона. 30 июля 1808 года французский дивизионный генерал Луи Анри Луазон расправился со всем населением — мужчинами, женщинами и детьми — Эворы. Оба эти события повлияли на отношения каждой страны с британскими войсками.
В тот же день Уэлсли получил письмо от военного секретаря виконта Каслри. Тот сообщил Уэлсли, что силы генерала Жана Андоша Жюно насчитывают более 25 тыс. человек. Каслри также сообщил Уэлсли свои планы по увеличению британской армии в Португалии ещё на 15 тыс. человек. Генерал сэр Джон Мур должен был прибыть с армией из Швеции, и ещё одна армия должна была прибыть из Гибралтара. Командовать всей этой армией должен был сэр Хью Далримпл (губернатор Гибралтара, 60-летний генерал, который сражался только в неудачной кампании во Фландрии в 1793—1794 годах). Заместителем Далримпла должен был стать сэр Гарри Бьюрард, а его командующими ещё пять генералов, все старше Уэлсли (Далримпл, Бьюрард, Мур, Хоуп, Фрейзер и лорд Пэджет). Амбициозный Уэлсли надеялся успеть что-либо предпринять, пока он ещё был командующим армией в Португалии.
30 июля 1808 года генерал Уэлсли встретился с колонной адмирала Коттона в бухте Мондегу. Уэлсли выбрал эту бухту в качестве своей точки высадки, потому что студенты Коимбрского университета захватили форт, сделав высадку тут более безопасной, чем в любом другом месте ближе к Лиссабону. Высадка 9 тыс. военнослужащих, прибывших с Уэлсли, и 5 тыс. человек, с которыми они встретились близ Португалии, а также выгрузка припасов длилась с 1 по 8 августа. Некоторые десантные катера перевернулись из-за сильного прибоя; несколько человек утонули, став первыми британскими жертвами на Пиренейском полуострове.
10 августа армия после изнурительного марша по раскалённому песку пришла в Лейрию. Уэлсли прибыл 11-го числа и вскоре у него произошёл спор с генералом Бернардимом Фрейре де Андраде, командующим 6-тысячным португальским войском, о припасах и о лучшем маршруте в Лиссабон. В результате Уэлсли пошёл собственным маршрутом, держась рядом с морем и линиями снабжения. С Уэлсли были 1700 португальцев под командованием полковника Николаса Трента, британского офицера, служившего в португальской армии.
Уэлсли отправился к Лиссабону вслед за французской армией генерала Анри Франсуа, графа Делаборда. Его войска были направлены Жюно, чтобы беспокоить и сдерживать англичан, пока сам Жюно перегруппировывался и занимал позицию для противостояния союзникам.
К 14 августа англичане достигли Алкобасы и двинулись к Обидушу. Здесь британский авангард, состоящий из стрелков 5-го батальона 60-го полка и 95-го стрелковых полка, встретил пикеты и арьергард французских войск. 4 тыс. французов были в меньшинстве; соотношение сил было примерно четыре к одному.

## Поле боя
Деревня Ролиса расположена в центре подковообразной гряды крутых холмов шириной примерно в полтора километра и глубиной в три. Открытый конец обращён на северо-северо-восток к Обидушу, где 5/60-й и 95-й полки встретили французов накануне. Холмы вокруг Обидуша и Ролисы покрыты густым лесом.
Французы остановились к северу от Ролисы, отступив на возвышенность, что позволяло им блокировать и защищать дороги на юг в направлении Лиссабона. На холме примерно в полутора километрах к югу от деревни, было четыре теснины, или оврага, ведущих к позициям французов. Поле у подножья этих холмов было травянистым, но валуны и крутые склоны оврагов делали невозможной атаку в строю. На первых этапах битвы Делаборд отводил свои войска обратно на вершину холма.

## Войска
Англо-португальское войско было сформировано в шесть бригад под командованием генерал-майора Роланда Хилла, генерал-майора Рональда Кроуфорда Фергюссона, бригадного генерала Майлса Найтингейла, бригадного генерала Барнарда Фурда Боуза, бригадного генерала Кэтлина Кроуфорда и бригадного генерала Генри Фейна; португальцы находились под командованием Трента. Трент с португальцами и 50 кавалеристами образовали правый фланг, противостоящий французскому левому. Фергюссон и Боуз с тремя отрядами стрелков и лёгкой артиллерией должны были угрожать правому флангу французов и защищаться от возможного прибытия войск противника под Луисон. Хилл, Найтингейл, Кроуфорд, Фэйн с оставшимися португальцами и остальные орудия и кавалерия формировали центр.
Французские войска под командованием Делаборда состояли из пяти батальонов, в том числе одного швейцарского, и пяти орудий.

## Битва

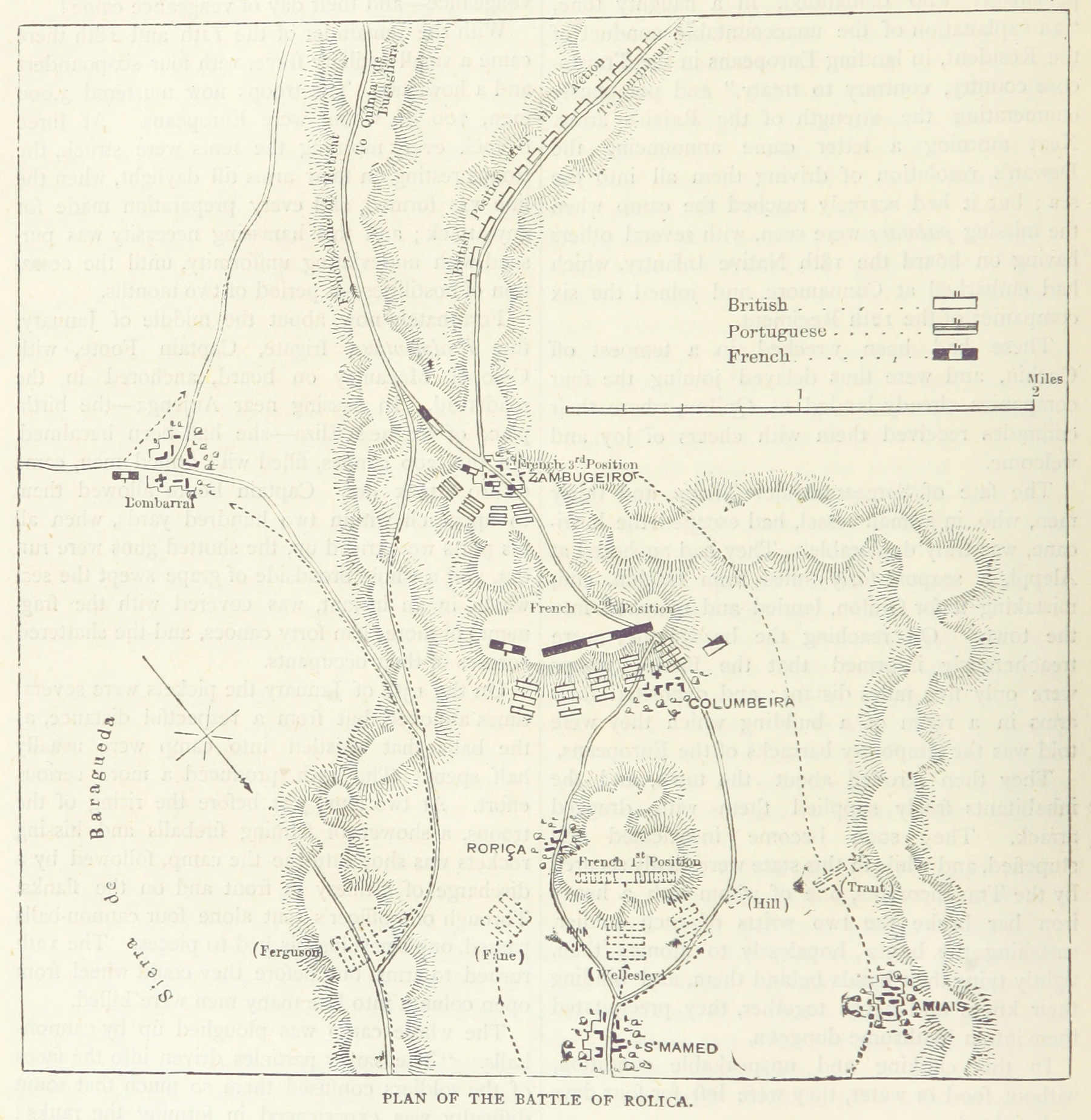
Карта битвы

Уэлсли прибыл в Обидуш 16 августа и на следующий день двинулся к Ролисе. В начале битвы Делаборд занял позицию к северо-северо-западу от Ролисы. Уэлсли попытался окружить французов с обоих флангов, что было возможно благодаря подавляющему численному превосходству англо-португальской армии.
Он послал силы Трента на запад, а отряд под командованием Фергюссона и Боуза с шестью пушками на восток, в то время как сам отвлекал французов в центре. С 9 утра Уэлсли дважды пытался выполнить окружающий манёвр, но каждый раз французы отступали в боевом строю. Окончательная позиция французов была к юго-востоку от деревни на вершине крутого холма.
Затем полковник Лейк из 29-го пехотного полка в центре совершил ошибку, бросившись по оврагу к французским позициям. Он атаковал Делаборда с тыла, что стоило жизни самому Лейку и большинству солдат 29-го полка. После этого последовала всеобщая атака британцев. Бой был весьма тяжёлым. Делаборд надеялся на поддержку из Луисона. Он отбил три штурма британцев и продержался почти до 4 часов дня. В это время Уэлсли достиг позиций на вершине холма, а с востока подошёл Фергюсон.
Делаборд начал отступать в боевом порядке, поддерживаемый кавалерией, но отступление постепенно превратилось в бегство. Британская кавалерия не преследовала их, и они успешно отошли к Монтакке возле Торриш-Ведраша.

## Итог битвы
Англо-португальская армия победила, потеряв 487 человек, из которых более половины пришлось на 29-й полк. Французы потеряли 700 человек и три из пяти своих орудий. Сам Делаборд был ранен. На следующий день Уэлсли узнал, что ещё 4 тыс. британских солдат прибыли из Англии и находятся у побережья. Он решил прикрыть их высадку вместо того, чтобы преследовать Делаборда. Через четыре дня произошла битва при Вимейру.